# 788 Hohensteina
788 Hohensteina è un asteroide della fascia principale del diametro medio di circa 103,68 km. Scoperto nel 1914, presenta un'orbita caratterizzata da un semiasse maggiore pari a 3,1334925 UA e da un'eccentricità di 0,1245013, inclinata di 14,28722° rispetto all'eclittica.
Il suo nome è un omaggio alla città di Hohenstein, in Germania.